# Șumen
Șumen (bulgară Шумен, în trecut denumit în română Șiumla) este un oraș în partea de nord-est a Bulgariei, reședința regiunii cu același nume. Între 1950–1965 a fost numit Kolarovgrad (Коларовград) după Vasil Kolarov.

## Demografie
Componența etnică a orașului Șumen
     Bulgari (76,16%)
     Turci (12,4%)
     Romi (2,67%)
     Nicio identificare (8,01%)
     Altele (0,74%)
La recensământul din 2011, populația orașului Șumen era de 80.855 locuitori. Din punct de vedere etnic, majoritatea locuitorilor (76,16%) erau bulgari, existând și minorități de turci (12,4%) și romi (2,67%). Pentru 8,01% din locuitori nu este cunoscută apartenența etnică.